# Attila L. Borhidi
Attila L. Borhidi (28 de junio de 1932) es un botánico, fitogeógrafo, ecólogo, y político húngaro.
Ha escrito abundantemente sobre la ecología botánica de Cuba. Se desempeña en el "Instituto de Ecología y Botánica", en Budapest.
A este académico y profesor emérito de la Universidad de Pécs se le reconoce, su insuperable contribución al estudio de la flora, la fitogeografía y la vegetación de Cuba; así como, sus históricos vínculos con la comunidad botánica cubana. Fue reconocido con el Premio Julián Acuña, máxima distinción que otorga anualmente la Sociedad Cubana de Botánica (SOCUBOT), por las importantes investigadores que han contribuido de forma decisiva al desarrollo de las ciencias vegetales en la isla, como parte de las festividades por el Día del Botánico Cubano y la medalla conmemorativa por el aniversario 150 de la Academia de Ciencias de Cuba (ACC), de manos de Ismael Clark Arxer, presidente de la institución.

## Obra
- Flora de Guerrero : Coussareae, Gardenieae, Hedyotideae, Mussaendeae, Naucleae, Rondeletieae (Rubiaceae) 2008

- Rubiaces de México, 2006, en castellano, 512 pp. ISBN 963-05-8265-1

- Gaia Zold Ruhaja, 2002, en húngaro, 331 pp. ISBN 963-508-335-1

- Phytogeography and Vegetation Ecology of Cuba, 1ª ed. 1991, 1996 2ª ed. 752 pp. ISBN 963-05-6956-6

- --, -; Onaney Muñiz. 1983. Catálogo de plantas cubanas amenazadas o extinguidas. 85 pp.

- Priszter, S.; A. Borhidi. 1983. Arbores fruticesque europae : vocabularium octo linguis redactum. 300 pp. ISBN 963-05-2946-7

- Ehrendorfer, F.; Attila Borhidi. 1973. Liste Der Gefasspflanzen Mitteleuropas, 318 pp. ISBN 3-437-30172-1

## Honores

### Membresías
- Sociedad de Profesores Batthyány.[2]

- Academia de Ciencias de Hungría.[3]

- Premio Széchenyi[4]

### Eponimia
- (Cactaceae) Melocactus borhidii Mészáros[5]

- (Myrtaceae) Eugenia borhidiana Z.Acosta[6]

- (Poaceae) Oplismenus borhidii Catasús[7]
- La abreviatura «Borhidi» se emplea para indicar a Attila L. Borhidi como autoridad en la descripción y clasificación científica de los vegetales.[8]